# Cryptus soccatus
Cryptus soccatus là một loài tò vò trong họ Ichneumonidae.